# Porphyrinia subvenata
Porphyrinia subvenata là một loài bướm đêm trong họ Noctuidae.